# Roberto Mancini
Roberto Mancini (Jesi, 1964. november 27. –) olasz labdarúgó, edző. 

## Pályafutása
17 évesen a Bologna felnőtt együttesében kezdett játszani. 1982 és 1997 között a Sampdoria híres „aranycsapatának” a játékosa volt. Itt Viallival ők ketten voltak a híres "gól ikrek". 1997-ben került a római sasokhoz. Mikor itt 2000-ben ismét bajnok lett, 36 évesen ő viselte a 10-es mezt. Az olasz U21 csapatban 82 és 86 között 26 meccsen 9 gólt lőtt, majd 1994-ig 36 mérkőzésen 4 gólt a squadra azzurában. A csúcson vonult vissza, és 2000-ben Eriksson mester segédedzője lett a Lazio-nál, igaz 2001-ben egy rövidke időszakra még magára húzta a Leicester City mezét. 2001 telén menesztették a Fiorentina csapatától Fatih Terim-et és Mancini elvállalta az új feladatot, immáron vezetőedzőként dolgozott tovább. 2001 májusában Olasz Kupát nyert a lilákkal, akik azonban hatalmas pénzügyi válságba kerültek és el kellett adniuk legjobbjaikat a túléléshez. Mancini volt, hogy fizetést sem kapott. Végül 2002 februárjában menesztették, ugyanis kieső helyen állt a csapattal. A firenzei alakulat nem is tudta elkerülni a szezon végi búcsút. 2002 májusában Mancini lett korábbi csapatának, a Lazionak az edzője. Az itt töltött időszakát is megnehezítette egy financiális krízis, mely hatására a legjobbaktól ezúttal is meg kellett válnia. 2003-ban a csapat a negyedik helyen végzett a bajnokságban és bejutott az UEFA Kupa elődöntőjébe. Érdekesség, hogy később egyetlen csapatával sem tudott eddig eljutni egyik nemzetközi kupasorozatban sem. 2004-ben a hatodik helyre sikerült bekormányoznia az együttest, ugyanakkor az Olasz Kupában összejött a végső diadal. Az Inter erőteljes érdeklődésének hatására a Lazio a szezon végén felbontotta Mancini szerződését. 
Inter (2004-2008)
2004-2005
Mancini 2004 nyarán érkezett Milánóba, azzal az ígérettel, hogy a csapat a Cúper és Zaccheroni időszakhoz képest jóval látványosabb futballt fog játszani. Az Internél hamar elnevezték ,,Mister X-nek˝ az olasz szakembert, köszönhetően a bajnokság során elért 18 döntetlennek. A kiváló tavaszi forma azonban bebiztosította a harmadik helyet a milánóiak számára. Az Olasz Kupában magabiztosan jutott be a Nerazzurri a döntőbe, ahol kettős győzelemmel diadalmaskodtak az AS Roma ellen. Ez volt a csapat első trófeája a 90-es években szerzett UEFA Kupa óta. A BL- ben drámai körülmények esett ki a csapat a legjobb nyolc között; az első meccset simán nyerte a Milan, a visszavágón azonban egy szabályosnak tűnő Cambiasso gólt nem adott meg a játékvezető, melyet követően a piros-feketék gyorsan előnybe is kerültek. A szurkolók fellázadtak az események láttán, a botrányossá váló körülmények hatására pedig a bíró lefújta a mérkőzést, melyet végül papíron a városi rivális nyert meg 3-0-ra.  
2005-2006
Az új szezont egy Olasz Szuperkupa győzelemmel kezdte a csapat - a tavalyi bajnok Juventust győzték le 1-0-ra Verón hosszabbításban szerzett góljával. A Serie A-ban sokáig a második helyen állt az Inter, azonban a szezon végére beelőzött a Milan, így maradt a dobogó harmadik foka. A kupában sikerült a címvédés, ezúttal is a római farkasok ellen diadalmaskodva. A tavasszal kirobbant bundabotrány hatására a Juventust visszasorolták a másodosztályba, a Milánt pedig jelentős pontlevonással sújtották, akik így visszacsúsztak a negyedik helyre. Papíron az Inter kapta meg a Scudettót, az előző idény bajnoki címét pedig nem adták senkinek. A Bajnokok Ligájában a csapatot a Villareal ejtette ki a legjobb nyolc között.  
2006-2007
Az Inter kerete jelentősen megerősödött az új szezonra, többek között néhány korábbi Juventus játékossal. A szuperkupa diadalt követően a csapat fölényesen nyerte meg a meggyengült bajnokságot, produkálva egy 17 meccses győzelmi sorozatot. A Serie A küzdelmei során mindössze egy vereséget szenvedett az Inter, mégpedig attól a Romától, amely ezúttal már az Olasz Kupát is megnyerte. A nemzetközi porondon azonban elmaradt az áttörés, sőt; a Valencia ellen már a legjobb 16-ban búcsúzni kényszerült a milánói alakulat.  
2007-2008
A 2007/08-as idény már inkább keserves volt, mint sikeres. A BL nyolcaddöntőben a Liverpooltól elszenvedett kettős vereséget követően Mancini bejelentette távozását, majd másnapra meggondolta magát. Ezzel hatalmas bizonytalanságot okozott a csapatnál, mely majdnem elbukta tetemes előnyét a bajnokságban - csak az utolsó fordulóban sikerült bebiztosítani a bajnoki címet Parmában, egy drámai Ibrahimovic duplával. A csapat a szezon utolsó mérkőzésén 2-1-es vereséget szenvedett az AS Roma elleni kupadöntőben. A találkozó után az Inter bejelentette Mancini menesztését, akivel végül 4 szezon alatt 7 trófeát szereztek a milánóiak (3 bajnoki cím, 2-2 kupa, illetve szuperkupa győzelem. 
Manchester City (2009-2013)
2009 decemberében a Manchester City vezetősége bejelentette Roberto Mancinit, mint a csapat új menedzserét.  A néhány hónapos periódus még többnyire az akklimatizálódással telt, az olasz tréner az 5. helyre kormányozta be az arabok által megvásárolt klubot. 
2010/2011
Mancini első teljes szezonjában megnyerte a hazai kupasorozatok közül talán a legnevesebbet, az FA kupát Yaya Touré jelentős közreműködésével - az elefántcsontparti szerezte a győztes gólt mind a városi rivális Manchester United elleni elődöntőben, mind a Stoke City ellen 1-0-ra megnyert döntőben. A bajnokságban a csapat a 3. helyen zárt, biztosítva ezzel a biztos BL csoportkörös szereplést a következő szezonra. 
2011/2012
A bajnokságot sokáig vezette a gárda, azonban kora tavaszra jelentős lemaradásba került a városi riválishoz képest - a 6-1-es, Old Traffordon aratott győzelem ellenére. Miután Mancini kijelentette, hogy a bajnokság eldőlt, a csapat formája jelentősen feljavult és mivel a United elkezdett pontokat veszíteni, az egymás elleni visszavágó meccsükre 3 pontra olvadt a vörös ördögök előnye. A városi rangadón aztán megint Manchester kék fele ünnepelhetett, így azon túl, hogy Manciniék oda-vissza megverték a legnagyobb riválisukat, pontszámban is utolérték őket. Ráadásul a gólkülönbség nekik kedvezett, így az utolsó forduló előtt már a City vezette a Premier League küzdelmeit. A 38. meccsnap aztán egészen elképesztő drámát tartogatott. A United mérkőzését már lefújták, a vörösök 1-0-ra nyertek a Sunderland ellen és mivel a City vesztésre állt a végső percekben, úgy tűnt, hogy Fergussonék lesznek a bajnokok. Azonban előbb a bosnyák Dzeko egyenlített, majd a nyáron igazolt, azóta már klublegenda Sergio Aguero megnyerte a meccset a hosszabbításban a kékeknek. Ezzel a Manchester City lett a 2011/12-es szezon bajnokcsapata. 
2012/2013
Az idény kezdete azonnal kupát hozott a Mancini legénységnek, ugyanis a City megnyerte a Community Shieldet, ugyanakkor olaszországi munkásságához hasonlóan Manchesterben is a szétesésről szólt az utolsó szezonja. A Bajnokok Ligájában nem sikerült továbbjutni a csoportkörből, csakúgy, mint az előző idényben - igaz, akkor az utolsó pillanatokban behúzott bajnokság feledtette a nemzetközi csalódást. Ezúttal ez nem volt meg, ugyanis a Manchester United magabiztosan nyerte meg a Premier League küzdelmeit, az FA kupában pedig ugyan eljutott a csapat a döntőig, ám ott nagy meglepetésre alulmaradt a Wigan Athletic-kel szemben. Ráadásul Mancini kapcsolata közel sem volt tökéletes jó néhány játékosával sem. Az elbukott kupadöntőt követően menesztették az olasz menedzsert, aki megalapozta a klub felemelkedését azzal a három trófeával, melyeket megnyert a korábbi ínséges évtizedek után.  
Galatasaray (2013-2014)
2013 szeptemberében Mancinit nevezték ki a neves török csapat vezetőedzőjévé. A trénerrel jó néhány emlékezetes pillanatot élhetett át a klub, melyek közül talán a legismertebb a Juventus kiejtése a BL csoportkörben. Érdekesség, hogy ami a Cityvel két BL szezon alatt nem jött össze, az itt rögtön sikerült; Mancini csapata eljutott a Bajnokok Ligája egyenes kieséses szakaszába, ahol aztán a Chelsea állította meg őket  a legjobb 16 között. A bajnokságot nem sikerült megnyerni, a Galata a második helyen végzett, ugyanakkor a Török Kupában összejött a végső diadal. Mancini tehát mind az öt, általa irányított csapattal nyert trófeát. A sikeresnek mondható szezont követően Mancini és a Galatasaray útjai elváltak - az olasz tréner nem megegyező célokra hivatkozott. 
Visszatérés az Interhez (2014-2016)
2014 őszén Mancini azzal a céllal szerződött újra korábbi sikereinek színhelyére, hogy visszajuttassa a kék-feketéket a Bajnokok Ligájába. Ez az első, kicsivel több, mint fél szezonja alatt nem sikerült, ugyanakkor már januárban, majd pedig nyáron olyan játékosok érkeztek a csapathoz az olasz tréner hívására, akik jelentős erősítést jelentettek. A 2015/16-os bajnokságot januárig vezette is a gárda, azonban tavaszra hatalmas hullámvölgybe került az Inter, így végül a 4. helyen végeztek, ami Európa Liga csoportkört jelentett a következő idényre. 2011 óta ez volt a csapat legsikeresebb szereplése a bajnokságban. Nyáron aztán újabb játékosok érkeztek kifejezetten Mancini kérésére, azonban a tulajdonosváltás a klubnál igencsak felkavarta az állóvizet. Mancini végül a bajnokság kezdete előtt két héttel távozott az Intertől. 
Zenit (2017-2018)
Az immár jelentős tapasztalattal rendelkező olasz tréner azzal a céllal érkezett a Zenit Szentpétervárhoz, mint korábban az Interhez - visszajuttatni a csapatot a Bajnokok Ligájába. A csapat sokáig vezette hazája bajnokságát, azonban a sok sérülés, valamint az olasz válogatott háza táján kialakult bizonytalanság ahhoz vezetett, hogy a Zenit mindössze az 5. helyen végzett. Az idény végén aztán bejelentették Mancini távozását, aki végül hosszas huzavona után olasz szövetségi kapitány lett. 

## Sikerei, díjai

### játékosként
- Sampdoria:
  - Serie A: 1990–91
  - Olasz kupa: 1984-85, 1987-88, 1988-89, 1993-94
  - Olasz szuperkupa: 1991
  - Kupagyőztesek Európa-kupája: 1989-90
- SS Lazio:
  - Serie A: 1999–00
  - Olasz kupa: 1997-98, 1999-00
  - Olasz szuperkupa: 1998
  - Kupagyőztesek Európa-kupája: 1998-99
  - UEFA-szuperkupa: 1999

### Edzőként
- Fiorentina:
  - Olasz kupa: 2000-01
- SS Lazio:
  - Olasz kupa: 2003-04
- Internazionale:
  - Serie A: 2005–06, 2006–07, 2007–08
  - Olasz kupa: 2004-05, 2005-06
  - Olasz szuperkupa: 2005, 2006
- Manchester City:
  - Angol kupa: 2010-11
  - Premier League: 2011-12
  - Angol szuperkupa: 2012

- Galatasaray:
  - Török kupagyőztes: 2014

- Olaszország:
  - Európabajnok: 2020

### Egyéni
- Aranyláb díj futball legenda: 2017[10][11]

## Játékos statisztikái

### Klub
| Klub             | Szezon           | Liga            | Liga  | Kupa            | Kupa  | Európai         | Európai | Összesen        | Összesen |
| Klub             | Szezon           | Pályára lépések | Gólok | Pályára lépések | Gólok | Pályára lépések | Gólok   | Pályára lépések | Gólok    |
| ---------------- | ---------------- | --------------- | ----- | --------------- | ----- | --------------- | ------- | --------------- | -------- |
| Bologna          | 1981–1982        | 30              | 9     | 1               | 0     | —               | —       | 31              | 9        |
| Sampdoria        | 1982–1983        | 22              | 4     | 5               | 1     | —               | —       | 27              | 5        |
| Sampdoria        | 1983–1984        | 30              | 8     | 8               | 2     | —               | —       | 38              | 10       |
| Sampdoria        | 1984–1985        | 24              | 3     | 11              | 3     | —               | —       | 35              | 6        |
| Sampdoria        | 1985–1986        | 23              | 6     | 11              | 4     | 4               | 2       | 38              | 12       |
| Sampdoria        | 1986–1987        | 26              | 6     | 5               | 0     | —               | —       | 31              | 6        |
| Sampdoria        | 1987–1988        | 30              | 5     | 13              | 3     | —               | —       | 43              | 8        |
| Sampdoria        | 1988–1989        | 29              | 9     | 11              | 5     | 8               | 0       | 48              | 14       |
| Sampdoria        | 1989–1990        | 31              | 11    | 4               | 2     | 9               | 2       | 44              | 15       |
| Sampdoria        | 1990–1991        | 30              | 12    | 10              | 2     | 7               | 2       | 47              | 16       |
| Sampdoria        | 1991–1992        | 29              | 6     | 7               | 3     | 9               | 4       | 45              | 13       |
| Sampdoria        | 1992–93          | 30              | 15    | 2               | 0     | —               | —       | 32              | 15       |
| Sampdoria        | 1993–1994        | 30              | 12    | 7               | 0     | —               | —       | 37              | 12       |
| Sampdoria        | 1994–1995        | 31              | 9     | 3               | 1     | 4               | 2       | 38              | 12       |
| Sampdoria        | 1995–1996        | 26              | 11    | 2               | 1     | —               | —       | 28              | 12       |
| Sampdoria        | 1996–1997        | 33              | 15    | 2               | 0     | —               | —       | 35              | 15       |
| Sampdoria        | összesen         | 424             | 132   | 101             | 27    | 19              | 12      | 566             | 168      |
| Lazio            | 1997–1998        | 34              | 5     | 8               | 1     | 10              | 3       | 52              | 9        |
| Lazio            | 1998–1999        | 33              | 10    | 7               | 2     | 7               | 0       | 47              | 12       |
| Lazio            | 1999–2000        | 20              | 0     | 7               | 3     | 10              | 0       | 37              | 3        |
| Lazio            | Összesen         | 87              | 15    | 22              | 6     | 27              | 3       | 136             | 24       |
| Leicester City   | 2000–2001        | 4               | 0     | 1               | 0     | —               | —       | 5               | 0        |
| Karrier összesen | Karrier összesen | 545             | 156   | 125             | 33    | 46              | 15      | 738             | 201      |

### A válogatottban
| Olaszország | Olaszország     | Olaszország |
| Év          | Pályára lépések | Gólok       |
| ----------- | --------------- | ----------- |
| 1984        | 2               | 0           |
| 1986        | 1               | 0           |
| 1987        | 6               | 0           |
| 1988        | 9               | 1           |
| 1989        | 1               | 0           |
| 1990        | 3               | 0           |
| 1991        | 6               | 0           |
| 1992        | 1               | 0           |
| 1993        | 6               | 3           |
| 1994        | 1               | 0           |
| összesen    | 36              | 4           |

### Góljai a válogatottban
| Gól | Dátum                | Helyszín                                     | Ellenfél    | Gól | Eredmény | Verseny                                    |
| --- | -------------------- | -------------------------------------------- | ----------- | --- | -------- | ------------------------------------------ |
| 1.  | 1988. június 12.     | Rheinstadion, Düsseldorf, Nyugat-Németország | Németország | 1–0 | 1–1      | 1988-as labdarúgó-Európa-bajnokság         |
| 2.  | 1993. március 24.    | Renzo Barbera Stadion, Palermo, Olaszország  | Málta       | 4–0 | 6–1      | 1994-es labdarúgó-világbajnokság-selejtező |
| 3.  | 1993. március 24.    | Renzo Barbera Stadion, Palermo, Olaszország  | Málta       | 6–1 | 6–1      | 1994-es labdarúgó-világbajnokság-selejtező |
| 4.  | 1993. szeptember 22. | Kadrioru Stadium, Tallinn, Észtország        | Észtország  | 2–0 | 3–0      | 1994-es labdarúgó-világbajnokság-selejtező |

## Edzői statisztika
2022. március 29-én lett frissítve.
| Csapat                   | Nemzet    | –tól                 | –ig                | Mérleg     | Mérleg       | Mérleg       | Mérleg       | Mérleg | Mérleg | Mérleg | Mérleg |
| Mérkőzések               | Győzelmek | Döntetlenek          | Vereségek          | Győzelem % | Rúgott gólok | Kapott gólok | Gólkülönbség |        |        |        |        |
| ------------------------ | --------- | -------------------- | ------------------ | ---------- | ------------ | ------------ | ------------ | ------ | ------ | ------ | ------ |
| Fiorentina               | olasz     | 2001. február 26.    | 2002. január 14.   | 44         | 16           | 14           | 14           | 36.36  | 48     | 75     | −27    |
| Lazio                    | olasz     | 2002. május 9.       | 2004. június 14.   | 102        | 48           | 32           | 21           | 47.06  | 160    | 102    | +58    |
| Internazionale           | olasz     | 2004. július 7.      | 2008. május 29.    | 226        | 140          | 60           | 26           | 61.67  | 404    | 189    | +215   |
| Manchester City          | angol     | 2009. december 19.   | 2013. május 13.    | 191        | 113          | 38           | 40           | 59.16  | 361    | 176    | +185   |
| Galatasaray              | török     | 2013. szeptember 30. | 2014. június 11.   | 46         | 23           | 11           | 12           | 50     | 82     | 47     | +35    |
| Internazionale           | olasz     | 2014. november 14.   | 2016. augusztus 8. | 76         | 36           | 16           | 24           | 47.37  | 110    | 85     | +25    |
| Zenyit Szankt-Petyerburg | orosz     | 2017. június 1.      | 2018. május 13.    | 44         | 22           | 13           | 9            | 50     | 74     | 35     | +39    |
| Olaszország              | olasz     | 2018. május 15.      | jelenlegi          | 48         | 31           | 13           | 4            | 64.58  | 105    | 26     | +79    |
| összesen                 | összesen  | összesen             | összesen           | 778        | 426          | 197          | 155          | 54.76  | 1344   | 734    | +610   |